# Debra Winger
Mary Debra Winger (n. 16 mai 1955, Cleveland Heights, Ohio) este o actriță americană.

## Date biografice
Debra este fiica unui evreu ortodox care vindea produse alimentare koscher. La vârsta de 16 se mută în Israel, unde a făcut 3 luni serviciul militar, și face parte dintr-o comunitate Kibuț. După reîntoarcerea în SUA și-a continuat studiile, pe care este nevoită să le întrerupă din cauza unui accident grav de circulație. În anul 1976 primește ca actriță primul rol ca Wonder Girl Drusilla, în filmul serial Wonder Woman. Este nominalizată pentru Premiul Oscar, în anul 1982, pentru rolul jucat în filmul "Ofițer și gentleman".

## Filmografie
| An      | Titlu                                            | Rol                     | Note |
| ------- | ------------------------------------------------ | ----------------------- | --- |
| 1976    | Slumber Party '57                                | Debbie                  | |
| 1976–77 | Wonder Woman                                     | Drusilla (Wonder Girl)  | (3 episoade) |
| 1978    | Police Woman                                     | Phyllis Baxter          | Episode: Battered Teachers |
| 1978    | Thank God It's Friday                            | Jennifer                | |
| 1979    | French Postcards                                 | Melanie                 | |
| 1979    | The Warriors                                     | Uncredited              | Preppy girl on train |
| 1980    | Urban Cowboy                                     | Sissy                   | Nominalizare — BAFTA Award for Best Newcomer Nominalizare — Golden Globe Award for Best Supporting Actress – Motion Picture Nominalizare — National Society of Film Critics Award for Best Supporting Actress Nominalizare — New York Film Critics Circle Award for Best Supporting Actress                              |
| 1982    | Cannery Row                                      | Suzy DeSoto             | |
| 1982    | Ofițer și gentleman (An Officer and a Gentleman) | Paula Pokrifki          | Nominalizare — Academy Award for Best Actress Nominalizare — Premiul Globul de Aur pentru cea mai bună actriță (dramă) |
| 1983    | Terms of Endearment                              | Emma Horton             | National Society of Film Critics Award for Best Actress Nominalizare — Academy Award for Best Actress Nominalizare — Premiul Globul de Aur pentru cea mai bună actriță (dramă) Nominalizare — New York Film Critics Circle Award for Best Actress                                                                        |
| 1984    | Mike's Murder                                    | Betty Parrish           | |
| 1986    | Legal Eagles                                     | Laura J. Kelly          | |
| 1987    | Black Widow                                      | Alexandra 'Alex' Barnes | |
| 1987    | Made in Heaven                                   | Emmett Humbird          | (creditată ca "Emmett") |
| 1988    | Betrayed                                         | Catherine Weaver        | |
| 1990    | Everybody Wins                                   | Angela Crispini         | |
| 1990    | The Sheltering Sky                               | Kit Moresby             | Nominalizare — National Society of Film Critics Award for Best Actress |
| 1992    | Leap of Faith                                    | Jane Larson             | |
| 1993    | Wilder Napalm                                    | Vida Foudroyant         | |
| 1993    | Shadowlands                                      | Joy Gresham             | Nominalizare — Academy Award for Best Actress Nominalizare — BAFTA Award for Best Actress in a Leading Role Nominalizare — Los Angeles Film Critics Association Award for Best Actress |
| 1993    | A Dangerous Woman                                | Martha Horgan           | Tokyo International Film Festival Award for Best Actress Nominalizare — Chicago Film Critics Association Award for Best Actress Nominalizare — Premiul Globul de Aur pentru cea mai bună actriță (dramă) Nominalizare — Los Angeles Film Critics Association Award for Best Actress                                      |
| 1995    | Forget Paris                                     | Ellen Andrews Gordon    | |
| 2001    | Big Bad Love                                     | Marilyn                 | |
| 2003    | Radio                                            | Linda                   | |
| 2004    | Eulogy                                           | Alice Collins           | |
| 2005    | Sometimes in April                               | Prudence Bushnell       | |
| 2005    | Dawn Anna                                        | Dawn Anna Townsend      | Nominalizare — Primetime Emmy Award for Outstanding Lead Actress – Miniseries or a Movie |
| 2008    | Rachel Getting Married                           | Abby                    | Nominalizare — Broadcast Film Critics Association Award for Best Cast Nominalizare — Gotham Independent Film Award for Best Cast Nominalizare — Independent Spirit Award for Best Supporting Female Nominalizare — New York Film Critics Circle Award for Best Supporting Actress (Shared with co-star Rosemarie DeWitt) |
| 2010    | Law & Order                                      | Mrs. Woodside           | Episode: "Boy on Fire" |
| 2010    | In Treatment                                     | Frances                 | 7 episoade |
| 2012    | Lola Versus                                      | Robin                   | |
| 2015    | Boychoir                                         |                         | Filmare |

1. ↑  IdRef, accesat în 1 mai 2020
2. ↑  CONOR.SI[*] Verificați valoarea |titlelink= (ajutor)